# Дмитриев, Игорь Борисович
И́горь Бори́сович Дми́триев (29 мая 1927, Ленинград — 26 января 2008, Санкт-Петербург) — советский и российский актёр театра и кино, народный артист РСФСР.

## Биография

### Детство и юность
Родился 29 мая 1927 года в Ленинграде. Воспитывался матерью, дедушкой и бабушкой, с которыми жил в одной квартире на улице Калинина, дом 11, кв. 29. Своего отца, яхтсмена Бориса Петровича Дмитриева (1906—1958), по его словам, помнил плохо, поскольку родители расстались вскоре после его рождения.
Мать Елена Ильинична Таубер (1905—1984), еврейка, была балериной, выпускница Петроградской балетной школы по классу А. Я. Вагановой, работала в мюзик-холле у Касьяна Голейзовского, а также в балете Свердловска и цирке — выступала в шоу-аттракционе «Лошади и танцовщицы»; преподавала историко-бытовой танец в Пермском хореографическом училище. Цирк стал для Игоря одним из самых ярких впечатлений детства.
Другим серьёзным увлечением стал театр. В семь лет начал выступать в школьной самодеятельности и в Ансамбле песни и пляски ленинградского Дворца пионеров, которым руководил Исаак Дунаевский.
Дебют Дмитриева в кино состоялся в фильме В. Файнберга «Голос Тараса».
С началом Великой Отечественной войны эвакуировался с матерью и тётей в посёлок Нижняя Курья Молотовской области. В Клубе речников читал стихи, пел, танцевал и принимал участие в концертах в военных госпиталях перед ранеными.
В 1943 году Игорь Дмитриев узнал, что при Пермском драматическом театре открывается театральная студия, и отправился туда на прослушивание. Для экзамена читал сцены из лермонтовского «Маскарада» и за Арбенина и, ввиду отсутствия партнёрши, за Нину. После войны ещё некоторое время жил в Молотове, где мать с 1946 года преподавала в открывшемся в том году Молотовском государственном хореографическом училище.
Вскоре принял окончательное решение поступать в театральный. Подал заявления сразу в несколько институтов. Во ВГИК и Вахтанговскую школу не был принят, был принят в Малый театр и ГИТИС. Поступил также в Школу-студию МХАТ.

### Карьера
В 1948 году Игорь Дмитриев окончил Школу-студию МХАТ и отправился в родной Ленинград, где у него оставалась пустующая квартира, которую его бабушка Татьяна Соломоновна Таубер (1879—1947) сохраняла всю блокаду. Там Дмитриев поступил в Ленинградский драматический театр имени В. Ф. Комиссаржевской, из которого был уволен в 1967 году.
- С 1984 года Игорь Дмитриев — артист Санкт-Петербургского театра комедии имени Н. П. Акимова.
- В конце 90-х осуществил работы на других площадках Санкт-Петербурга:
  - моноспектакли в театрах:
    - «Русская антреприза» им. А. Миронова и
    - «Приют Комедианта».
- Игорь Дмитриев также участвовал в программе «Белый попугай».

Сотрудничал с Санкт-Петербургским театром «Русская антреприза» имени Андрея Миронова и играл в спектакле «Таланты и поклонники» в Большом драматическом театре имени Г. А. Товстоногова.
С конца 1960-х до начала 1980-х годов Игорь Дмитриев вёл на Всесоюзном радио музыкальную передачу «Ритмы планеты».
Игорь Дмитриев — автор около 30 телепрограмм из цикла «У Игоря Д…» на телевидении Санкт-Петербурга. Этот цикл был удостоен Гран-при «Золотой конёк» на международном фестивале «Бархатный сезон».
В 2000-х годах Дмитриев редко снимался и появился лишь в нескольких фильмах и сериалах. С 2003 года сотрудничал со «Смешариками», читал текст от автора, также записал диск с аудиосказками.
В 2001 году принял участие в записи спектакля Вологодского радио (режиссёр Марина Маевская) по пьесе Нины Авдюшкиной «Сыграем в любовь», где озвучил текст от автора и главную роль.

### Личная жизнь и последние годы
Со своей будущей женой Ларисой Игорь Дмитриев был знаком с детства, они учились в одном классе. Вместе прожили тридцать лет. Жена скончалась в 1998 году.
Сын Алексей окончил Восточный факультет Ленинградского государственного университета, работал с американскими фирмами.
В 2006 году у артиста случился первый инсульт.
К юбилею телеканалом «Россия» был снят документальный фильм о жизни и творчестве Игоря Дмитриева «Народный маркиз Советского Союза» (2007).
Скончался во сне 25 января 2008 года в 23:55 в Санкт-Петербурге на 81-м году жизни. Похоронен 29 января в Петербурге на Серафимовском кладбище (1-й участок) рядом с матерью и бабушкой Татьяной Соломоновной.

## Работы

### Театр
Ленинградский драматический театр имени В. Ф. Комиссаржевской (1948—1967)
- 1948 — «В открытом море» Петра Капицы — матрос Гошев
- 1956 — «То, что знает каждая женщина» Дж. Барри — Джон Шенд
- 1957 — «Вечно живые» В. С. Розова — Марк
- 1959 — «Цимбелин» У. Шекспира — Якимо
- 1960 — «Дети солнца» М. Горького — Вагин
- 1960 — «Воскресение» по Л. Н. Толстому. Постановка И. Ольшвангера — Нехлюдов
- 1961 — «Дикарка» А. Н. Островского и Н. Я. Соловьёва — Виктор Васильевич Вершинский, значительный чиновник из Петербурга
- 1963 — «Бесприданница» А. Н. Островского — Робинзон
- 1963 — «Иду на грозу» по роману Д. Гранина — Тулин
- 1964 — «Миллионерша» Б. Шоу — Блендербленд
- 1965 — «На всякого мудреца довольно простоты» А. Н. Островского — Глумов
- — «Стрекоза» М. Бараташвили — Сандро
- — «Лев Гурыч Синичкин» Д. Ленского — князь Ветринский
- — «Светите, звёзды» И. Микитенко — Антонио
- — «Женитьба Бальзаминова» А. Н. Островского — Чебаков
- — «Живая вода» по роману Л. М. Леонова «Русский лес» — Грацианский
- — «Господин Пунтила и его слуга Матти» Б. Брехта — атташе Айно Зилакка

Санкт-Петербургский театр комедии имени Н. П. Акимова (1984—2008)
- 1984 — «Всё могут короли» С. Михалкова — Чинзанов
- 1984 — «Тень» Е. Шварца — Премьер-министр
- 1985 — «День победы среди войны» И. Гаручавы и П. Хотяновского — Дирижёр
- 1986 — «Бешеные деньги» А. Н. Островского — Телятев
- 1992 — «Фредди» Р. Тома — клоун Фредди
- 1997 — «Ночь в Венеции» И. Тердзоли — Марио
- 2000 — «Дон Педро» С. Носова
- 2000 — «Милый лжец» Д. Килти — Бернард Шоу

### Фильмография
- 1941 — Голос Тараса — польский гимназист
- 1949 — Академик Иван Павлов — студент (нет в титрах)
- 1950 — Мусоргский — эпизод (нет в титрах)
- 1956 — Она вас любит! — Анатолий Пыльников
- 1957 — Тихий Дон — Евгений Листницкий
- 1958 — В дни Октября — Александр Блок
- 1958 — Под стук колёс — Василий Ковальский, культработник в доме отдыха
- 1959 — Поднятая целина — Лятьевский
- 1962 — Чёрная чайка — раненый
- 1963 — Каин XVIII — генерал
- 1964 — Гамлет — Розенкранц
- 1964 — Зайчик — Игорь Борисович, актёр, играющий графа Нулина
- 1965 — Залп «Авроры» — капитан Гранович
- 1967 — Пароль не нужен — поручик Мордвинов
- 1967 — Зелёная карета — Николай Осипович Дюр, актёр Императорских театров
- 1967 — Операция «Трест» — эпизод (нет в титрах)
- 1967 — Николай Бауман — Василий Качалов
- 1968 — Старая, старая сказка — восточный принц
- 1968 — Ошибка Оноре де Бальзака — Давыдов
- 1969 — Старый дом — граф Василий Петрович Зубков
- 1970 — Семья Коцюбинских — американский журналист
- 1970 — Узники Бомона — Гранд Мишель, французский коммунист, командир партизанского отряда
- 1970 — Один из нас — Отто Брайер, немецкий дипломат-шпион
- 1970 — Любовь Яровая — Елисатов
- 1970 — Ференц Лист (СССР, Венгрия) — князь Витгенштейн
- 1971 — Даурия — есаул Соломонов
- 1971 — Прощание с Петербургом — великий князь Константин
- 1972 — Последние дни Помпеи — дрессировщик Максим Полумухин
- 1972 — Длинная дорога в короткий день — кандидат наук, физик Дмитрий Долгин
- 1972 — Гойя, или Тяжкий путь познания (ГДР, СССР, Болгария, Югославия) — герцог Альба
- 1972 — Где вы, рыцари? — Ким Алексеевич Ермилов
- 1973 — Открытая книга — Раевский
- 1974 — Кто был ничем, тот станет всем — Финч
- 1975 — Звезда пленительного счастья — граф Лебцелтерн, австрийский посланник в Петербурге
- 1975 — Весна двадцать девятого — инженер Груздев
- 1975 — Доверие — В. Д. Бонч-Бруевич
- 1976 — Ярослав Домбровский
- 1976 — Строговы — следователь Владислав Владимирович Прибыткин
- 1976 — Туфли с золотыми пряжками — иностранный сыщик
- 1976 — Синяя птица (СССР, США) — Удовольствие Обожать Себя
- 1977 — Золотая мина — доктор Подниекс
- 1977 — Как Иванушка-дурачок за чудом ходил — король
- 1977 — Неоконченный разговор (короткометражный) — Владимир Викентьевич
- 1977 — Хождение по мукам — Керенский
- 1977 — Собака на сене — граф Федерико
- 1977 — Восход над Гангом (СССР, Индия) — Майклсон-младший
- 1977 — Это было в Коканде — полковник Чернышов
- 1978 — Уходя — уходи — книжный спекулянт / посетитель ресторана / пассажир / заключённый
- 1978 — По улицам комод водили — Гарунский
- 1978 — Младший научный сотрудник (короткометражный) — Анатолий Борисович Катин
- 1978 — Огненные дороги — Виктор Медынский, уездный начальник полиции Коканда
- 1978 — Обратная связь — парторг Глеб Валерианович Артюшкин
- 1978 — Объяснение в любви — пассажир парохода
- 1978 — Неподвластные метры (короткометражный)
- 1978 — Ярославна, королева Франции — Халцедоний, византийский шпион
- 1979 — Путешествие в другой город — Костя, друг Кириллова
- 1979 — Пришелец (не был завершён) — Марзух, инопланетянин-изобретатель
- 1979 — На исходе лета — Антон Андреевич Веденеев
- 1979 — Голубой карбункул — Малделей
- 1979 — Поэма о крыльях — Великий князь Николай Николаевич
- 1979 — Летучая мышь — Франк, начальник тюрьмы (поёт Борис Смолкин)
- 1979 — Стакан воды — маркиз де Торси, министр иностранных дел Франции
- 1979 — Клуб самоубийц, или Приключения титулованной особы — полковник Джеральдин
- 1979 — Шерлок Холмс и доктор Ватсон — инспектор Тобиас Грегсон
- 1980 — Приключения Шерлока Холмса и доктора Ватсона — инспектор Грегсон
- 1980 — И вечный бой... Из жизни Александра Блока — прохожий
- 1980 — Мой папа — идеалист — кинорежиссёр Игорь Сандалов
- 1980 — На исходе лета — Антон Андреевич
- 1980 — Поэма о крыльях — великий князь
- 1980 — Овод — эпизод
- 1980 — Копилка — начальник полиции Бешю
- 1980 — Только в мюзик-холле — режиссёр Сергей Сергеевич
- 1980 — Идеальный муж — виконт де Нанжак, атташе французского посольства в Лондоне
- 1981 — Проданный смех — намагниченный человек из свиты барона Треча
- 1981 — Крепыш — жокей Элтон-старший
- 1981 — Сильва — князь Леопольд фон Веллергейм
- 1982 — Без видимых причин — режиссёр Эдуард Алмазов
- 1982 — Покровские ворота — Глеб Николаевич Орлович
- 1982 — Владивосток, год 1918 — генерал Гирса
- 1982 — Магистраль — Игорь Борисович, «двойник» — пассажир без места
- 1983 — Анна Павлова (СССР, Великобритания, ГДР, Куба, Франция) — Лев Самойлович Бакст
- 1983 — Безумный день инженера Баркасова — Юрий Крутецкий
- 1983 — У опасной черты — фон Третнов
- 1983 — За синими ночами — артист Храпов, друг Кирилла
- 1983 — Возвращение с орбиты — ученый-офтальмолог, попутчик Кузнецова в поезде
- 1984 — Выигрыш одинокого коммерсанта — Нино Лоретти, певец варьете
- 1984 — Прохиндиада, или Бег на месте — сотрудник НИИ
- 1984 — Осенний подарок фей — министр
- 1984 — Сказки старого волшебника — первый министр
- 1984 — Макар-следопыт — английский офицер
- 1985 — Мужчины есть мужчины — Василий Захарович, учитель биологии
- 1985 — Сказочное путешествие мистера Бильбо Беггинса, Хоббита — Голлум
- 1985 — Иван Бабушкин — Николай Львович Гондатти, статский советник
- 1985 — Сезон чудес — гость-искусствовед
- 1985 — Русь изначальная — Трибониан
- 1986 — Красные башмачки — Водяной
- 1986 — Счастлив, кто любил… — инспектор
- 1987 — Белое проклятье — турист из Германии
- 1987 — Сказка про влюблённого маляра — врач
- 1987 — Счастливый случай — газетчик
- 1987 — Цирк приехал — директор
- 1988 — Диск-жокей — эпизод (нет в титрах)
- 1988 — Штаны — Илья Ильич, актёр театра
- 1988 — Голубая роза (Укртелефильм) — Сергей Петрович Милевский
- 1988 — Цыганский барон — губернатор Омонай (поёт А. Шаргородский)
- 1988 — Стукач — Липков
- 1989 — А был ли Каротин? — Отто Грюневальд
- 1989 — Горы дымят (Укртелефильм) — барон фон Штейнберг
- 1989 — Дон Сезар де Базан — дон Хосе де Сантарен
- 1989 — Светлая личность — Бернардов, бывший оперный солист
- 1989 — Сирано де Бержерак — Монфлери, артист театра «Бургундский отель»
- 1989 — Часовщик и курица — граф Валерьян Сергеевич Лундышев
- 1990 — Битва трёх королей (СССР, Марокко, Испания, Италия) — граф Ниниозо
- 1990 — Фуфель — нумизмат Арвид Янович Лещенко
- 1990 — Когда святые маршируют — директор джазового клуба, Федор Бараковский
- 1991 — И чёрт с нами! — артист, гость фестиваля (камео)
- 1991 — Чича — младший сержант Рудницкий
- 1992 — Алмазы шаха — дядя Володя, антиквар, владелец бриллиантов
- 1992 — Мушкетёры двадцать лет спустя — герцог Бофор
- 1992 — Тартюф — Клеант
- 1992 — Прекрасная незнакомка — отставной военный
- 1992 — Исповедь содержанки — Лурье
- 1992 — Роковые бриллианты / Алмазы шаха — Володя
- 1993 — Сыскное бюро «Феликс» — ветеринар, профессор, сотрудник сыскного бюро «Феликс»
- 1993 — Аляска Кид — О’Хара
- 1994 — Весёленькая поездка — Александр Анатольевич
- 1994 — Зов предков. Великий Туран — Валентин (роль озвучена другим актёром)
- 1994 — Колесо любви — Андрей Дмитриевич
- 1994 — На кого Бог пошлёт — профессор Родион Аркадьевич Зосимовский
- 1994 — Русский транзит — Николай Владимирович Мезенцев, директор сети ресторанов
- 1996 — В империи орлов (Германия, Канада, Россия, США) — капитан Грант
- 1996 — Возвращение «Броненосца» — Бизон-Немигайло, старый актёр
- 1997 — Звёздная ночь в Камергерском — гость из северной столицы, участник капустника МХТ
- 1999 — Менты-2 (Трубка фирмы «Данхилл») — директор института прикладной химии по редкоземельным элементам
- 2000 — Воспоминания о Шерлоке Холмсе — инспектор Грегсон
- 2001 — Курортный роман — Семен Ильич Прыгунов, писатель
- 2001 — Подари мне лунный свет — Эдуард Сорокин
- 2001 — Русская красавица — Станислав Альбертович, гинеколог
- 2001 — Романовы. Венценосная семья — барон Фредерикс
- 2002 — Время любить
- 2003 — Роксолана 3. Владычица империи
- 2003 — Бедная Настя — Сергей Степанович Оболенский, дядя Михаила Репнина, старый друг барона Корфа
- 2004 — Менты-6 — Борис Михайлович
- 2005 — Лабиринты разума — Леммех
- 2005 — Сумасбродка — Феофан Леопольдович
- 2005 — Далеко от Сансет бульвара — Константин Петрович Долматов в старости
- 2006 — Золотой телёнок — монархист Фёдор Хворобьёв
- 2006 — Знаки любви. Сказка для взрослых — Некромант Б. Г.

### Телеспектакли
- 1963 — Кюхля — Александр I
- 1964 — Человек из Стратфорда — участвовал
- 1964 — Дети солнца — участвовал
- 1965 — Воскресение — Нехлюдов
- 1965 — Щит и меч — участвовал
- 1966 — Готическая роза — участвовал
- 1967 — Ноев ковчег — Дьявол
- 1968 — Бешеные деньги — Глумов
- 1968 — Последние дни — князь Пётр
- 1968 — Принц Наполеон — де Персиньи
- 1968 — Пять миллионов — участвовал
- 1969 — Унтиловск — Гога
- 1972 — Требуется секретарь-машинистка — Прогнозов
- 1982 — Попечители — участвовал
- 1983 — Два гусара — участвовал
- 1984 — Убийце — Гонкуровская премия — Рассек, преподаватель истории
- 1985 — Сказочное путешествие мистера Бильбо Беггинса Хоббита — Голлум
- 1986 — С днём рождения, или Инкогнито — Барон Айзенштайн
- 1987 — О, Мельпомена! — антрепренёр
- 1988 — Дон Жуан, или Любовь к геометрии — дон Гонсало, командор Севильи

### Озвучивание и дубляж
- 1964 — Среди коршунов (ФРГ, СФРЮ, Франция, Италия) — Верная Рука (роль Стюарта Грейнджера)
- 1965 — Большие гонки (США) — Генри Гудбоди (роль Артура О’Коннепла)
- 1967 — Завещание турецкого аги (ВНР) — капитан Чомак (роль Ференца Бешшенеи)
- 1967 — Итальянец в Америке (Италия) — отец Джузеппе (роль Витторио Де Сика)
- 1968 — Брат доктора Гомера (СФРЮ) — монах Калуджер (роль Любивое Тадича)
- 1968 — Жандарм женится (Франция, Италия) — Полковник (роль Ива Венсана)
- 1968 — Интервенция (СССР) — полковник Несвицкий (нет в титрах) (роль Анатолия Шведерского)
- 1971 — Дикий капитан (СССР) — Шнейдер (роль Энн Клоорена)
- 1972 — Афера Цеплиса (СССР) — Нагайнис (роль Гунара Цилинского)
- 1972 — Похищение в Париже (Франция, Италия, ФРГ) — Лестьен (роль Жака Франсуа)
- 1972 — Слуги дьявола на Чёртовой мельнице (СССР) — Розенкранц (роль Волдемара Акуратерса)
- 1973 — Три орешка для Золушки (Чехословакия, ГДР) — король (роль Рольфа Хоппе)
- 1973 — Трое на снегу (ФРГ) — Кюне (роль Фрица Тилльмана)
- 1974 — Необычный случай (СССР) — Психиатр (роль Юри Ярвета)
- 1974 — Он начинает сердиться (Франция)
- 1974 — Ульзана (ГДР, СРР, СССР) — Уилсон (роль Ханньо Хассе)
- 1975 — В клешнях чёрного рака (СССР) — Герцог (роль Гунара Цилинского)
- 1975 — Частный детектив (Франция) — «Ястреб» (роль Бруно Кремера)
- 1978 — Кугитангская трагедия (СССР) — мулла Ачилды (роль Артыка Джаллыева)
- 1978 — Однофамилец (СССР) — участник научной конференции (нет в титрах) (роль Ефима Байковского)
- 1979 — Барышни из Вилько (Польша, Франция) — Кавецкий, муж Юльци (роль Збигнева Запасевича)
- 1980 — Орёл или решка (Франция) — Бургон-Массене (роль Жана Десайи)
- 1981 — Опасный возраст (СССР) — Максим Петрович Македонский (нет в титрах) (роль Бориса Химичева)
- 1988 — Большая игра (СССР, НРБ) — комиссар Матен (нет в титрах) (роль Васила Димитрова)
- 1989 — Бродячий автобус (СССР) — артист Иван Иванович Дагановский (роль Афанасия Тришкина)
- 2003—2005 — Смешарики — рассказчик (1-5, 7-8, 10, 12, 16, 19, 21, 23-24, 27-28, 38 серии)

## Награды
- Орден «За заслуги перед Отечеством» IV степени (22 февраля 2003 года) — за большой вклад в развитие театрального искусства[20]
- Орден Почёта (25 августа 1997 года) — за заслуги перед государством, большой вклад в укрепление дружбы и сотрудничества между народами, многолетнюю плодотворную деятельность в области культуры и искусства[21]
- Заслуженный артист РСФСР (1963 год)
- Народный артист РСФСР (1988 год)